# Maia Morgenstern

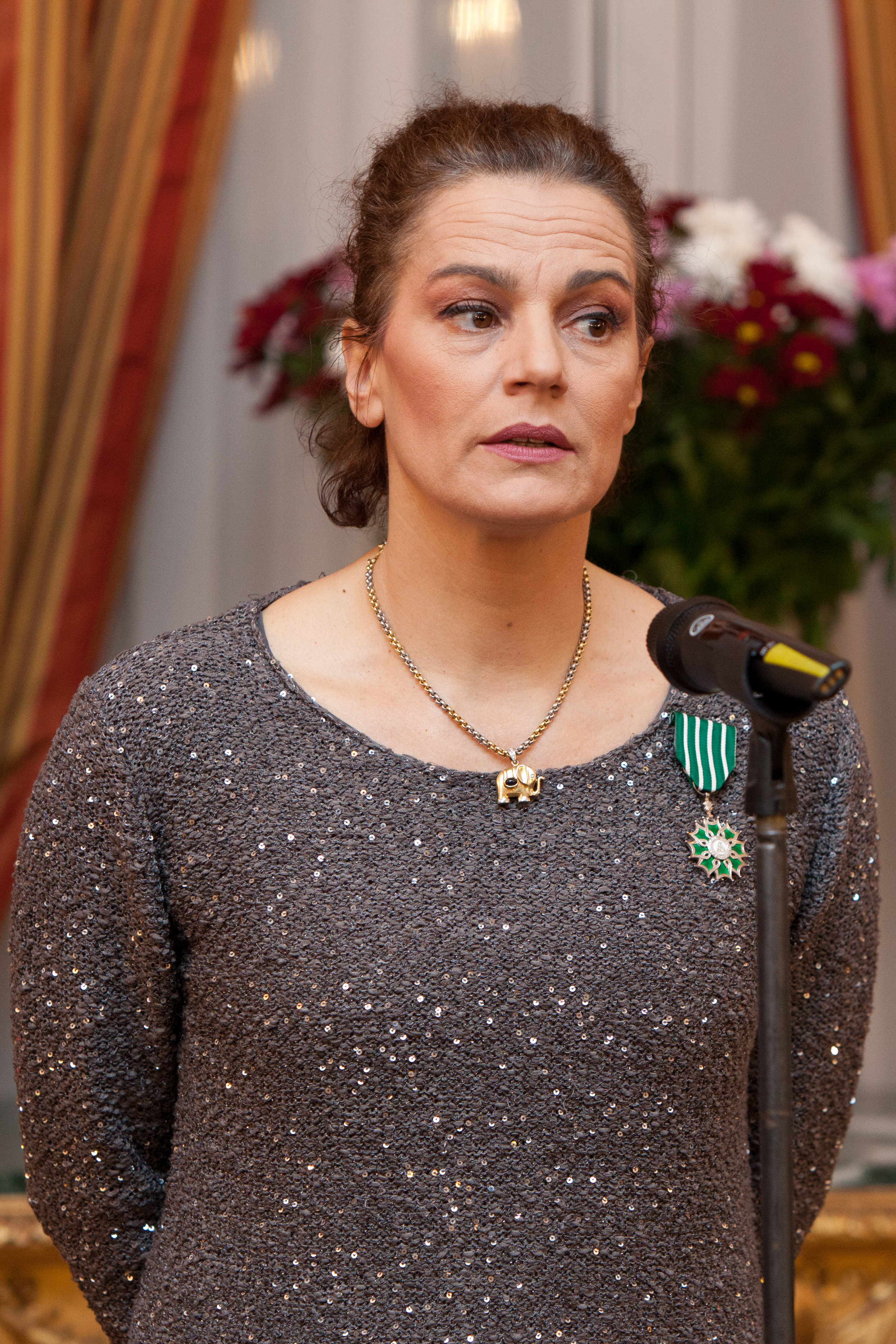
Maia Morgenstern (2012)

Maia Morgenstern (Boekarest, 1 mei 1962) is een Roemeense actrice van Joodse komaf. Haar bekendste rol is die van Maria in The Passion of the Christ uit 2004. Ze is twee keer getrouwd en heeft drie kinderen: Tudor Aaron, Eva Leea Cabiria en Ana Isadora.

## Geselecteerde filmografie
- Balanța (Roemeens voor 'De Weegschaal') - 1992
- Ulysses' Gaze - 1995
- Siódmy pokój (Pools voor 'De zevende kamer') - 1995
- Omul zilei (Roemeens voor 'De man van de dag') - 1997
- The Passion of the Christ - 2004